# Tasha Yar
Tasha Yar, nome completo Natasha Yar, è un personaggio immaginario dell'universo di Star Trek. Interpretata dall'attrice Denise Crosby, appare nella serie televisiva Star Trek: The Next Generation e in alcuni romanzi del franchise. Tasha Yar è l'ufficiale responsabile della sicurezza della nave stellare USS Enterprise NCC-1701-D.

## Storia del personaggio
Tasha Yar nasce nel 2337 su Turkana IV, un pianeta precipitato in uno stato di anarchia dopo il ritiro delle forze della Federazione dei Pianeti Uniti. Nel suo mondo bisogna combattere per strada per difendersi dalle bande armate che infestano il pianeta. Durante i primi episodi di Star Trek: The Next Generation, Tasha Yar ha un incontro intimo con il tenente comandante androide Data.
Muore sul pianeta Vagra II, durante una missione di recupero, uccisa dall'entità malvagia Armus. Dopo la sua morte, il tenente Worf le succede come ufficiale della sicurezza sull'Enterprise D.
In una linea temporale alternativa, prodotta dal passaggio dell'Enterprise C in una fessura dello spaziotempo, Tasha Yar è viva e la Federazione è impegnata in una guerra ventennale contro i Klingon, che sta perdendo. In questa realtà Tasha Yar, salita a bordo dell'Enterprise C, intreccia una relazione con l'ufficiale Richard Castillo. Catturata dai Romulani, sposa un generale romulano con cui ha una figlia di nome Sela, per metà romulana e per metà umana.

## Merchandising
- Nel 1988 la Galoob ha commercializzato alcune action figure da 3½" raffiguranti i personaggi principali di The Next Generation nella divisa tipo A, compresa Tasha Yar.[1]

## Filmografia
- Star Trek: The Next Generation - serie TV, 25 episodi (1987-1988, 1994)

## Giochi

### Videogiochi
- Star Trek Online (2010)